# Даль, Эстен
Э́стен Даль (швед. Östen Dahl, р. 4 ноября 1945, Стокгольм) — шведский лингвист, специалист по типологии грамматических систем, категориям глагола, грамматикализации, информационной сложности языков. Работы на шведском и английском языках, ряд из них посвящён русскому языку, которым Даль свободно владеет.

## Биография
Учился в Гётеборгском и Упсальском университетах. В 1967—1968 гг. был стажером на филологическом факультете Ленинградского государственного университета. Дипломная работа, а затем и диссертация посвящены описанию русского предложения в рамках порождающей грамматики (Studies in Russian and transformational grammar, 1970). 
С 1970 года — доктор философии по славянским языкам в Гётеборгском университете. В 1970—1980 гг. — доцент общего языкознания Гётеборгского университета. С 1980 г.  профессор общего языкознания Стокгольмского университета. В 1990—1993 гг.  декан факультета гуманитарных наук Стокгольмского университета. С 1997 г. член Королевской Шведской академии наук, с 1998 г. член Королевской Шведской академии словесности. С 2003 г. почетный доктор философского факультета Хельсинкского университета. С 2006 г. член Academia Europaea. В 2007 г. награждён премией им. Анн-Черсти и Карла-Хакона Свенсонов за достижения в гуманитарных и общественных науках. 
Эстен Даль — член консультационного совета Международной ассоциации прагматики (1994—1999), исполнительного комитета Ассоциации лингвистической типологии (ALT)  (2001—2005 гг.), научного совета Центра общего языкознания, типологии и изучения универсалий в Берлине. 

## Вклад в науку
Большое влияние на методологию типологических исследований оказала книга Даля «Видо-временные системы» (Tense and aspect systems, 1985), где предложена методология анкетирования информантов с целью получения информации о формах времени и вида в данном языке и обработки полученных результатов. В 1989 выступил с совместной с Джоан Байби статьёй о грамматикализации и развитии видо-временных систем. Их подход, в центре которого находятся отдельные грамматические показатели со своим диахроническим путём развития, получил название «подход Байби — Даля» (Bybee — Dahl approach). Автор первой публикации, посвящённой типологии отрицания в языках мира (Typology of Sentence Negation, 1979).
Под редакцией Даля вышел сборник «Время и вид в языках Европы» (Tense and Aspect in the Langauges of Europe, 2000), а также двухтомник, посвящённый циркумбалтийскому языковому союзу (The Circum-Baltic languages: typology and contact, 2001).
В 2004 вышла его книга, поднимающая самые разные вопросы общей теории и философии языка, «Возникновение и сохранение языковой сложности» (Growth and Maintenance of Linguistic Complexity).
Автор работ по шведской диалектологии, участник движения за сохранение эльвдальского диалекта (статус которого близок к статусу отдельного языка).

## Основные работы
- Dahl, Östen. Tense and aspect systems. Oxford: Blackwell, 1985.
- Bybee, Joan L. & Dahl, Östen. The creation of tense and aspect systems in the languages of the world // Studies in language 13.1, 1989.
- Dahl, Östen. The marking of the episodic/generic distinction in tense-aspect systems // Carlson, Gregory N.; Pelletier, Francis Jeffry (eds.) The Generic Book. Chicago and London: The University of Chicago Press, 1995.
- Dahl, Östen (ed.) Tense and aspect in the languages of Europe: Empirical approaches to language typology. Berlin: Mouton de Gruyter, 2000.
- Dahl, Östen. The tense-aspect systems of European languages in a typological perspective // Dahl, Östen (ed.) Tense and aspect in the languages of Europe: Empirical approaches to language typology. Berlin: Mouton de Gruyter, 2000.
- Dahl, Östen & Koptjevskaja-Tamm, Maria (eds.). The Circum-Baltic languages: typology and contact. Vol. 1: Past and Present. Amsterdam/Philadelphia: John Benjamins, 2001.
- Dahl, Östen & Koptjevskaja-Tamm, Maria (eds.). The Circum-Baltic languages: typology and contact. Vol. 2: Grammar and Typology. Amsterdam/Philadelphia: John Benjamins, 2001.
- Dahl, Östen. The growth and maintenance of linguistic complexity. Amsterdam: John Benjamins, 2004. (Русский перевод: Даль Э. Возникновение и сохранение языковой сложности. Пер. с англ. М., ЛКИ, 2009).